# Margaret Leischner
Margaret Leischner RDI (geboren am 15. April 1907 in Bischofswerda als Frida Margarete Leischner; gestorben am 18. Mai 1970 in Maplehurst, West Sussex, Vereinigtes Königreich) war eine deutsch-britische Textildesignerin und Hochschullehrerin. Die ehemalige Schülerin am Bauhaus wurde 1969 als Royal Designer for Industry (RDI) ausgezeichnet.

## Leben
Margarete Leischner wurde als Tochter des Fleischermeisters Felix Arthur Leischner und seiner Frau Anna Frieda in Bischofswerda geboren und wuchs in Dresden auf. Sie schrieb sich im Wintersemester 1927/1928 am Bauhaus in Dessau ein und absolvierte den Vorkurs bei Josef Albers. Nach der Einführung in künstlerische Gestaltung durch Wassily Kandinsky trat sie in die Weberei ein. Nach Ablegen ihrer Gesellenprüfung wurde Leischner 1930 Assistentin von Gunta Stölzl und leitete die Färberei. Im folgenden Jahr wurde sie freiberufliche Designerin bei den Deutschen Werkstätten in Hellerau (Dresden). Daneben übernahm Leischner die Leitung der Webabteilung der Textil- und Modeschule der Stadt Berlin (heute HTW Berlin). Sie war Mitglied des Deutschen Werkbunds und trat nach 1933 in die Reichskunstkammer ein, um weiterhin als Designerin tätig sein zu können.
Im Jahr 1938 emigrierte Leischner nach England, wo sie sich bald Margaret Leischner nannte. Sie arbeitete für die Team Valley Weaving Industries in Gateshead, die damals aufgebaut wurde. Nach Ausbruch des Zweiten Weltkriegs wurde sie anfangs von einer Internierung verschont. Als enemy alien war Leischner mindestens von April 1940 bis August 1942 auf der Isle of Man interniert. Nach ihrer Entlassung war sie weiterhin für die britische Textilindustrie tätig. Zudem halfen ihr Kontakte zu einflussreichen Personen, wie beispielsweise zu Herbert Read. Sie pflegte intensive Kontakte mit den emigrierten Bauhäuslern Lucia Moholy sowie Heinz Loew und nahm später brieflich Kontakt zu Walter Gropius und Joost Schmidt auf.
Für eine Reihe von Firmen entwarf Leischner neue Garne und Stoffe, dazu gehörte auch das Testen und Experimentieren mit neuen Materialien. Im Jahr 1948, drei Jahre nach Kriegsende, wurde sie zur Professorin an das Royal College of Art in London berufen, wo sie die Webklasse leitete. Während dieser Zeit entwickelte sie für die BOAC Innenausstattungen von Flugzeugen, der Entwurf neuer Bezüge für Möbel und Autositze gehörte ebenfalls zu ihrem Wirkungsbereich. Im Jahr 1955 war Leischner in Indien beratend tätig, vor allem unterstützte sie die Aufbau von Handwebereien in Kaschmir. Für die Firma Irish Ropes gestaltete sie 1959 eine Reihe von Bodenbelägen aus Sisalfasern. Irish Ropes warb in ihren Broschüren und Prospekten mit Leischners Namen und Foto. Im Jahr 1963 beendete sie ihre Lehrtätigkeit in London. Ihre Schülerin Eileen Ellis wurde 1967 ihre Nachfolgerin bei Irish Ropes/Tintawn Carpets, da Leischner an Krebs erkrankt war.
Leischner wurde 1952 als Mitglied in die Society of Industrial Artists aufgenommen, deren Textile Group sie gründete. Die Royal Society of Arts ehrte sie 1969 durch die Aufnahme in die Royal Designers for Industry.
Margaret Leischner RDI starb am 18. Mai 1970 in Maplehurst, West Sussex.